# Barbie
Barbie (u sjevernoj Hrvatskoj: barbika, u južnoj Hrvatskoj: barbica) je najpoznatija i najprodavanija lutka na svijetu te stoga i klasik među igračkama. Barbie je ujedno i registrirani zaštitni znak tvrtke Mattel, a odnosi se na proizvodnu liniju modnih lutaka visokih 29,21 cm. Također je i Ken jedna od lutaka iz skupine lutaka "Barbie". U sveopćem jezičnoj upotrebi njezino ime se ne odnosi samo na tu liniju tvrtke Mattel, nego je već praktički postao sinonim za modnu lutku.

## Povijest
Ruth Handler (1916. – 2002.) je promatrala svoju kćer Barbaru u igri s papirnatim lutkama primjećujući da im ona daje uloge odraslih. U to vrijeme većina dječjih igračaka je bila u obliku beba. Ruth je svom mužu Elliotu, suosnivaču tvrtke Mattel predložila ideju za novu lutku. Elliot nije bio baš oduševljen tom idejom. 1956. Ruth Hendel je otišla sa svojom djecom Barbarom i Kennethom na putovanje u Europu. Tada je naišla na njemačku lutku Bild Lilli. Tada je kupila tri takve lutke. Kad se vratila u SAD preradila je lutku uz pomoć inženjera Jacka Ryana. Lutka je dobila naziv Barbie, po Ruthinoj kćeri Barbari. Predstavljena je na Američkom Međunarodnom sajmu igračaka u New Yorku, 9. ožujka 1959. Taj se datum često koristi kao službeni Barbiein rođendan. Mattel stječe prava na lutku Bild Lilli 1964. i proizvodnja tih lutki je zaustavljena. Prva barbie je proizvedena u Japanu, te imala je konjski rep i nosila je crno-bijeli prugasti kupaći kostim. Na raspolaganju su bile plavuša i brineta. Oko 350 000 lutaka je prodano tijekom prve godine proizvodnje. Procjenjuje se da je preko milijardu lutaka prodano u više od 150 zemalja, a tvrtka Mattel tvrdi da se svake sekunde prodaju dvije.

## Životopis
Barbieno puno ime je Barbara Millicent Roberts. U seriji romana koje je objavio Random House u 1960. njezini roditelji su dobili imena George i Margaret Roberts koji su iz izmišljenog grada Willows, Wisconsin. U romanima Randoma Housea, Barbie pohađa Willow High School, dok je u Girl Generation u izdanju Golden Books u 1999. pohađala izmišljenu Manhattanšku International High School u gradu New Yorku (temelji se na stvarnom životu Stuyvesant High School). 
Ona je u romantičnoj vezi s Kenom (Ken Carson) koji se prvi put pojavio u 1961. Vijesti priopćene iz Mattela u veljači 2004. da su se Barbie i Ken razdvojili, ali u veljači 2006. su bili u nadi da će ponovno probuditi svoju vezu nakon što je Ken promijenio izgled.
Barbie ima preko 40 kućnih ljubimaca, uključujući mačke i pse, konje, pandu, malog lavića i zebru. Ona je u vlasništvu širokog asortimana vozila, uključujući i ružičastih Corvette kabrioleta, prikolica i džipova. Ona također posjeduje pilotsku dozvolu, a upravlja komercijonalnim zrakoplovima, te uz to služi kao stujardesa. Barbie karijere stvorene su da pokažu kako žene mogu preuzeti različite uloge u životu, a lutka je bila prodana sa širokim rasponom naslova, uključujući Miss Barbie Astronaut (1965), Doctor Barbie (1988) i Nascar Barbie (1998).
Mattel je stvorio niz prijatelja za Barbie, uključujući i latino Teresu, Midge, afričko-američku Christie i Stevena (Christienog dečka). Barbieni braća i sestre te rođaci su stvoreni uključujući i Skipper, Todd i Stacie (brat i sestra blizanci), Kelly, Krissy i Francie. Barbie se sprijateljila s Blainom, australskim surferom, tijekom prekida s Kenom u 2004.

## Važnost lutke
- oblikovanje Barbike;
- fokus na odjeću;
- uvođenje različitih etničkih ciljnih grupa;
- proširenje linije ovog produkta na još nekoliko novih likova među lutkama;
- razvitak lutke od luksuza do masovne igračke;
- proizvodnja lutaka za sakupljanje uz one za igranje.

### Ostali projekti
|  | Zajednički poslužitelj ima još gradiva o temi Barbika |